# Werner Janssen (Germanist)

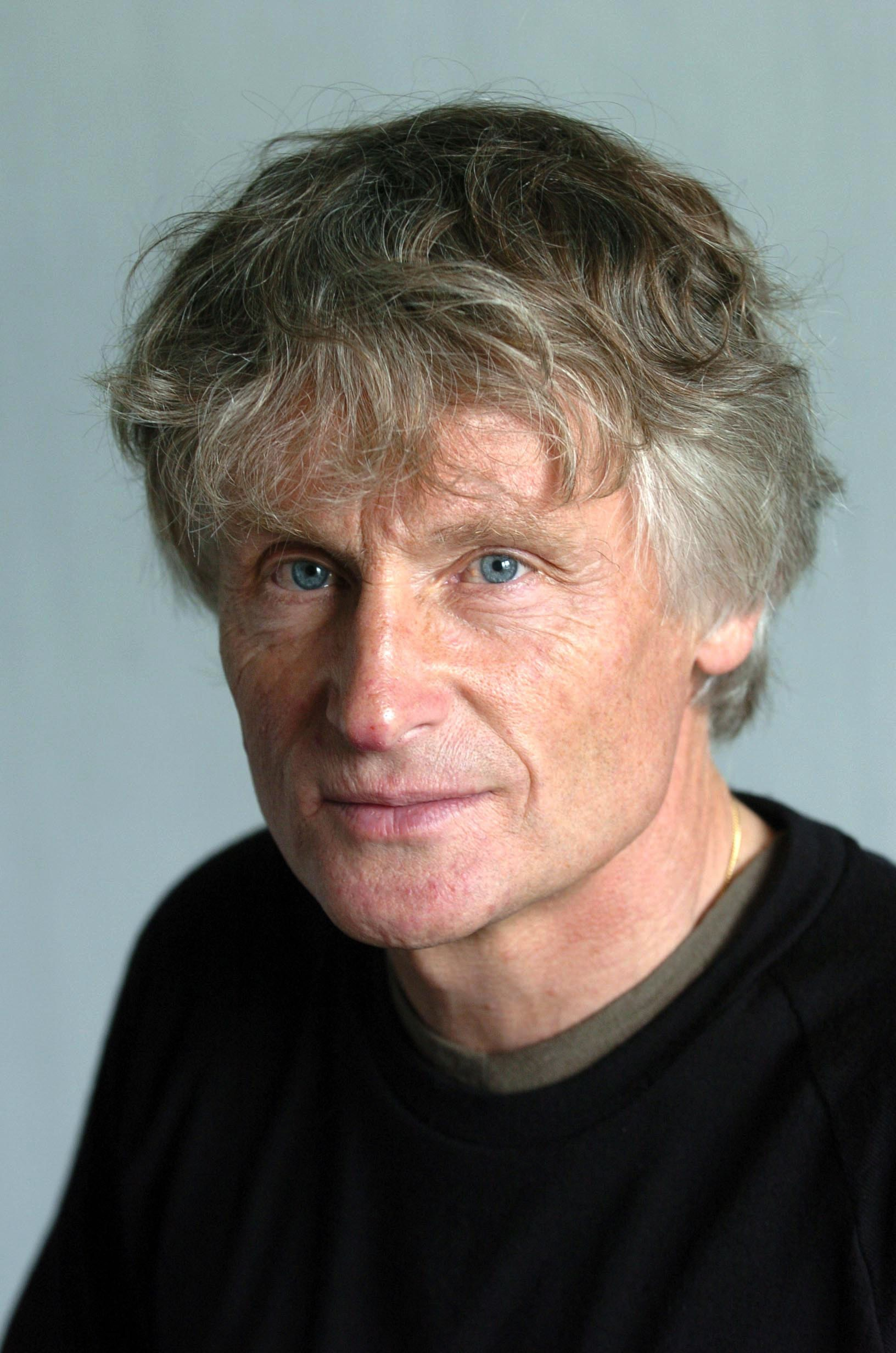
Werner Janssen

Werner Janssen (Pseudonym: Heinz Hof; * 1944 in Mönchengladbach) ist ein deutsch-niederländischer Philosoph, Germanist, Politologe und Pädagoge.

## Leben
Werner Janssen wuchs in Mönchengladbach sowie Kerkrade und Heerlen (Niederlande) auf. Er studierte an den Universitäten Nijmegen, Heidelberg, Amsterdam und Aachen Sprach- und Literaturwissenschaft, Philosophie, Soziologie, Psychologie, Pädagogik, Völkerkunde, Politologie und Dialektik.
Nach Doktoralabschlüssen an den Universitäten von Nijmegen und Amsterdam promovierte er 1984 zum Dr. litt. an der Universität zu Amsterdam mit der Dissertation Der Rhythmus des Humanen. An der RWTH Aachen promovierte Janssen 1991 zum Dr. phil. mit der Dissertation Kultur und Spiel – die dialogische Erweiterung des natürlichen Spielraums.
Nach jahrelanger Tätigkeit als Pädagoge bzw. Deutsch- und Philosophielehrer an einem Gymnasium und einem Lehrauftrag an der RWTH Aachen für Germanistik und Philosophie ist Janssen heute als Professor für Philosophie und Germanistik unter anderem an der Lomonossow-Universität in Moskau tätig. Er war Rektor der umstrittenen und nicht akkreditierten Martin Buber Universität, an der er neben seiner Tätigkeit als Dekan der Fakultät für Humanpädagogik den Martin-Buber-Lehrstuhl für Humanpädagogik und Philosophie innehatte. Die nie akkreditierte "Universität" wurde mittlerweile in eine "Akademie" umgewandelt.
Er ist Ehrenprofessor an der Moskauer Lomonossow-Universität, ferner ist er Gastprofessor an der Staatlichen Technischen Universität von Perm sowie an der Humapädagogischen Universität in Perm (Ural).
Er unterrichtet Philosophie an der Open Universiteit Nederland in Heerlen (NL) und wird häufig zu Vorträgen – etwa zum Thema Ästhetik, Ethik, Pädagogik – eingeladen.
Werner Janssen ist Gründer und Intendant des von ihm 1981 ins Leben gerufenen Internationalen Kultur- und Wissenschaftsfestival EURIADE. Er ist auch Vorsitzender des Kuratoriums zur Verleihung der Martin Buber-Plakette, die seit 2002 im Rahmen dieses Festivals verliehen wird.
Darüber hinaus ist er Intendant des Internationalen Kammermusikfestivals AmadèO - Academia Musica da Camera.

## Pseudonym
Werner Janssen schreibt Poesie unter dem Pseudonym Heinz Hof viele philosophisch-ästhetisch-pädagogische Beiträge in Zeitschriften u. a., in der Zeitschrift für Kultur und Wissenschaft EuriArtes.

## Publikationen (Auswahl)
- Der Rhythmus des Humanen bei Heinrich Böll. Peter Lang, Frankfurt am Main u. a. 1985, ISBN 3-8204-7498-6.
- Kultur und Spiel. Die dialogische Erweiterung des natürlichen Spielraums. Peter Lang, Frankfurt am Main u. a. 1991, ISBN 3-631-44209-2.
- Een bloem tussen het puin. Inleiding tot de verhalen en romans van Heinrich Böll. Walva-Boek, Laren 1991, ISBN 90-6675-157-6.
- Lies und sprich! Gespreksvaardigheid Duits voor de onderbouw (mit Hein Voncken). Walraven, Apeldoorn 1995, ISBN 90-5564-015-8.
- Von der Straße in die Baracken … und dann? Peter Lang, Frankfurt am Main u. a. 1995, ISBN 3-631-48293-0.
- Eine Blume zwischen den Trümmern. Einführung in das Leben und Werk von Heinrich Böll. Erebodos, Voerendaal 2005, ISBN 90-809495-1-5.
- Du. Wort-Gedichte und Bild-Gedichte. Eine Begegnung mit dem Dichter Heinz Hof und dem Maler Antonio Máro. Erebodos, Voerendaal 2006, ISBN 90-809495-3-1.
- Mozartina. Neue Mozartbriefe zur Zeit. Erebodos, 2006.
- Kind, Gedichte zum Thema Kind. Mit Gemälden und Fotos von Antonio Máro, Rafael Ramírez und Jorgen Polman. 2007.
- Liebeslicht, Gedichte und Märchen zum 80. Geburtstag des Malers Antonio Máro. 2008.
- Symphonia, die Kunst des Dialogs. Philosophische Betrachtungen. Erebodos, Voerendaal. 2009 ISBN 978-94-90456-01-6.
- Enigma. Philosophische Betrachtungen, Erzählungen, Märchen und Poesie zu einer Ästhetik und Ethik der Verbundenheit. Erebodos, 2010 ISBN 978-94-90456-02-3.
- Bitte, vergiss mich nicht! Betrachtungen, Erzählungen, Poesie. Erebodos 2011 ISBN 978-94-90456-00-9.
- Am farbigen Abglanz haben wir das Leben - Faust oder der Mensch zwischen Kosmos und Chaos, Erebodos, Kerkrade 2012, ISBN 978-9490456-03-0.